# Jerry Fodor
Jerry Fodor (1935-2017) va ser un filòsof especialitzat en cognició, dins la branca d'estudi de filosofia de la ment. Va ser professor de Princeton la Universitat de Colúmbia i el MIT i va guanyar amb el Premi Jean Nicod. També era crític d'òpera.

## Idees principals
Fodor sostenia que la ment és un conjunt de mòduls interrelacionats i amb un correlat físic en el cervell. Determinats estímuls físics externs activen els mòduls, que es posen en funcionament per a complir la seva funció dins del pensament. La ment, però, té també estats abstractes, els estats mentals, que afecten tota la persona, incloent-hi els estats d'ànim, les creences i el llenguatge.
Un estat mental sorgeix a partir de la reflexió sobre el concepte o imatge mental d'un fet determinat, expressat lingüísticament en el cervell en un llenguatge universal, diferent de les llengües naturals (seguint els postulats de Noam Chomsky). En sentir una expressió determinada o veure una realitat que s'adigui amb la representació mental o proposició lingüística associada, s'activa l'estat mental corresponent; és a dir, en sentir la paraula "gat" o en veure un d'aquests animals, la ment etiqueta el fenomen amb un signe lingüístic mental. Aquest signe actua com a índex (segons els termes de Charles Sanders Peirce), ja que en variar la realitat externa (desaparèixer el gat de l'exemple), varia el signe. Són, per tant, les relacions amb l'exterior les que provoquen un canvi d'estat mental i configuren la relació entre els mòduls de la ment.
Les idees sobre el llenguatge del pensament han rebut les mateixes crítiques que les del seu predecessor Chomsky: o bé provoquen una regressió a l'infinit (Ludwig Wittgenstein) o bé és un concepte innecessari. A més a més, defensors del relativisme lingüístic afirmen que la llengua apresa en la socialització modifica el pensament, que no pot existir de manera independent.